# Dirk Heinen
Dirk Heinen, né le 3 décembre 1970 à Cologne, est un footballeur allemand. Il évolue au poste de gardien.
En juillet 2007, il a terminé sa carrière. Mais en janvier 2008, il a adopté lors de sa carrière sur Arminia Bielefeld.

## Carrière
- 1991-1999 : Bayer Leverkusen  Allemagne
- 1999-2002 : Eintracht Francfort  Allemagne
- 2002-2003 : Denizlispor  Turquie
- 2003-juillet 2007 : VfB Stuttgart  Allemagne
- janvier 2008-mai 2008 : Arminia Bielefeld  Allemagne

## Palmarès
- Champion d'Allemagne en 2007 avec le VfB Stuttgart